# Amélia Racine
Amélia Racine est un mannequin canadien d'origine brésilienne, née un 23 janvier au Brésil.

## Biographie
Amelia Racine est née à Sao Luis au Brésil, mais elle a grandi au Canada, plus précisément à Montréal.
Elle mène aujourd'hui une carrière de mannequin international qui la mène dans plusieurs villes du monde entier : Milan, Paris, Barcelone, Allemagne, New York, Miami, Los Angeles, et bien plus encore.
Amélia Racine est connue comme étant "une des plus belles femmes du monde" selon le magazine Global Grind.
Elle a notamment posé pour FHM (UK, Spain, Germany, Singapour, Africa) ainsi que les célèbres magazines FMD magazine , GQ et Elle.
Elle a également participé à des campagnes publicitaires internationales par exemple en posant pour la marque de lingerie Bacci, Fredericks of Hollywood, Aldo shoes, China Glaze, Ulta beauty, Orly nails polish, Joe's Jeans, MAC cosmetics  et L'Oréal Paris Canada.  Amélia Racine a fait également des apparitions dans des clips musicaux en collaboration avec les rappeurs Ne-Yo et Sean Paul, mais aussi avec le groupe de rock Metallica. Elle a également participé à la réalisation d'un clip de la chanteuse Diams
Cette dernière a aussi sa place à la TV et au cinéma : en effet elle  était l'égérie de la marque Honda le temps d'une campagne publicitaire à la télévision. Elle a également décroché un rôle dans un film en 2008, Le Piège américain,.